# Wéssébougou
Wéssébougou est un village du Mali dans la région de Koulikoro. 